# Visakhapatnam
Visakhapatnam er den største by i delstaten Andra Pradesh i Indien. Visakhapatnam har 2.035.922(2011) indbyggere. Den ligger ved Den Bengalske Bugts kyst. Den er hovedby i distriktet Visakhapatnam.